# Soera De Consultatie
Soera De Consultatie is een soera van de Koran.
De soera is vernoemd naar het beraadslag, de consultatie, die in aya 38 wordt genoemd, de consultatie waarop zij die geloven hun gedrag afstemmen. De soera spreekt verder over de godsdienst die werd opgelegd aan en werd geopenbaard aan Nuh, Musa en Isa. Deze wordt ook aan de moslims opgelegd. Moslims mogen zich volgens de volgende ayat niet in groepen delen en spreekt erover om niet te redetwisten met anderen, maar hun te zeggen dat God dezelfde Heer is als hun Heer. Het is de keuze Gods geweest niet één gemeenschap van gelovigen te maken.
De soera sluit af met de manier waarop de Koran is geopenbaard.

## Bijzonderheden
Ayat 23 t/m 25 en 27 zouden zijn geopenbaard in Medina.